# Metropolia La Platy
Metropolia La Platy – metropolia rzymskokatolicka w Argentynie utworzona 20 kwietnia 1934.

## Diecezje wchodzące w skład metropolii
- Archidiecezja La Platy
  - Diecezja Azul
  - Diecezja Chascomús
  - Diecezja Mar del Plata

## Biskupi
- Metropolita: abp Gabriel Mestre (od 2023) (La Plata)
- Sufragan: bp Hugo Manuel Salaberry SJ (od 2006) (Azul)
- Sufragan: bp Carlos Humberto Malfa (od 2000) (Chascomús)
- Sufragan: wakat (od 2023) (Mar del Plata)

## Główne świątynie
- Archikatedra Matki Boskiej Bolesnej w La Plata
- Bazylika św. Poncjana w La Plata
- Bazylika Najświętszego Serca Pana Jezusa w La Plata
- Katedra Matki Boskiej Różańcowej w Azul
- Katedra Matki Boskiej Miłosiernej w Chascomús
- Katedra św. Piotra i Cecylii w Mar del Plata